# Lars Mikkelsen
Lars Dittman Mikkelsen (Gladsaxe, 6 maggio 1964) è un attore danese.
Diventato noto al pubblico mondiale grazie alla sua partecipazione nella celebre serie televisiva danese The Killing, ha in seguito interpretato il ruolo dell'antagonista Charles Augustus Magnussen nella serie televisiva britannica Sherlock e quello del presidente russo Viktor Petrov nella serie TV statunitense House of Cards. È il fratello maggiore dell'attore Mads Mikkelsen.

## Biografia
Lars Mikkelsen è nato a Gladsaxe, vicino a Copenaghen, fratello dell'attore Mads Mikkelsen. Ha studiato biologia nell'Università di Copenaghen ma senza conseguire la laurea, avendo scelto di guadagnarsi da vivere facendo il mimo e il giocoliere per le strade di molte città europee.
Dopo essersi diplomato, nel 1995, nella Scuola Nazionale di Teatro di Danimarca, Mikkelsen è apparso in varie serie televisive danesi, come The Killing, Loro uccidono e Borgen - Il potere. È stato inoltre il principale antagonista nella terza stagione della serie televisiva britannica Sherlock.

## Vita privata
Mikkelsen è sposato con l'attrice Anette Støvelbæk, con la quale ha avuto due figli, Lue e Thor.
Oltre al danese, Mikkelsen parla fluentemente l'inglese, lo svedese e il tedesco. Mikkelsen ha affermato che lui e suo fratello hanno incominciato ad imparare l'inglese da molto piccoli, ascoltando e cercando di ripetere le battute dei Monty Python.

## Filmografia

### Cinema
- Café Hector, regia di Lotte Svendsen (1996)
- Royal Blues, regia di Lotte Svendsen (1997)
- Seth, regia di Anders Refn (1999)
- Under overfladen, regia di Morten Køhlert (1999)
- En Kærlighedshistorie, regia di Ole Christian Madsen (2001)
- Kongekabale, regia di Nikolaj Arcel (2004)
- Nordkraft, regia di Ole Christian Madsen (2005)
- De fortabte sjæles ø, regia di Nikolaj Arcel (2007)
- Det som ingen ved, regia di Søren Kragh-Jacobsen (2008)
- L'ombra del nemico (Flammen & Citronen), regia di Ole Christian Madsen (2008)
- Headhunter, regia di Rumle Hammerich (2009)
- Lost in Africa (Kidnappet), regia di Vibeke Muasya (2010)
- Cosa ha fatto Richard (What Richard Did), regia di Lenny Abrahamson (2012)
- Viceværten, regia di Katrine Wiedemann (2012)
- Montana, regia di Mo Ali (2013)
- Når dyrene drømmer, regia di Jonas Alexander Arnby (2014)
- 9. April, regia di Roni Ezra (2015)
- Der kommer en dag, regia di Jesper W. Nielsen (2017)
- Vinterbrødre, regia di Hlynur Pálmason (2017)
- Frankenstein, regia di Guillermo del Toro (2025)

### Televisione
- Strisser på Samsø – serie TV, 9 episodi (1997-1998)
- Langt fra Las Vegas – serie TV, episodio 1x04 (2002)
- Rejseholdet – serie TV, episodi 3x05-3x06 (2002)
- Krøniken – serie TV, 9 episodi (2004-2007)
- The Killing (Forbrydelsen) – serie TV, 20 episodi (2007)
- Loro uccidono (Den som dræber) – serie TV, 10 episodi (2011)
- Borgen - Il potere – serie TV, 10 episodi (2013-2022)
- Sherlock – serie TV, episodi 3x01-3x03 (2014)
- 1864 – miniserie TV, episodi 1-2 (2014)
- House of Cards - Gli intrighi del potere – serie TV, 13 episodi (2015-2018)
- The Team – serie TV, 8 episodi (2015)
- Herrens Veje – serie TV, 20 episodi (2017)
- The Witcher – serie TV, 11 episodi (2019-2023)
- Diavoli (Devils) – serie TV, 16 episodi (2020-2022)
- Grænseland – serie TV (2020)
- The Kingdom: Exodus – miniserie TV (2022)
- Ahsoka – serie TV (2023)

### Doppiaggio
- Ronal Barbaren, regia di Thorbjørn Christoffersen, Philip Einstein Lipski e Kresten Vestbjerg Andersen (2011)
- Star Wars Rebels - serie animata, 17 episodi (2016-2018)
- Star Wars: Tales of the Empire - serie animata (2024)

## Doppiatori italiani
Nelle versioni in italiano delle opere in cui ha recitato, Lars Mikkelsen è stato doppiato da:
- Massimo Bitossi in The Killing, Borgen - Il potere
- Saverio Indrio in Loro uccidono
- Angelo Maggi in Sherlock
- Pino Insegno in House of Cards - Gli intrighi del potere
- Luca Biagini in The Witcher
- Alberto Angrisano in Diavoli
- Mario Cordova in Ahsoka

Da doppiatore è sostituito da:
- Mario Cordova in Star Wars Rebels, Star Wars: Tales of the Empire